# حبس الرهن

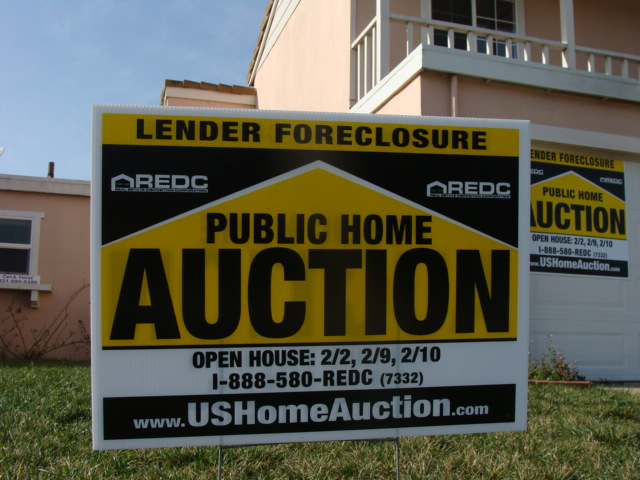

حبس الرهن في الاقتصاد والقانون (بالإنجليزية:Foreclosure) هو عمل قانوني احترافي يقوم فيه صاحب المال - الذي يكون في العادة مصرف - بالحصول على حكم قضائي يقضي بإنهاء العقد مع المدين بعد تقصير المدين عن تسديد دين مضمون بممتلكات مرهونة. والغرض من تلك الدعوى أمام المحكمة ضد المدين هو محاولة إجبار المدين على الإيفاء بالعقد وتسديد دينه وإلا فقد حقه في استرجاع ممتلكاته المرهونة، وقد تكون عقارا. فإذا تأخر المدين في سداد الدين وحاول صاحب المال (المصرف) الحصول على الملك المرهون فإن المحكمة تضمن للمدين استعادة ملكه في حالة قيامه بالتزاماته نحو السداد.

## اقرأ أيضاً
- وثيقة تسوية
- قرض بضمان إضافي
- ضمان إضافي
- معدل الفائدة الإسمية
- معدل الفائدة الفعلية
- مردود الاستثمار
- الحد الأدنى للعائد
- مركز مربح
- مركز تكلفة
- مركز استثماري
- نظارة الحسابات
- تخصيص الأموال
- حجم الأعمال (اقتصاد)